# Sutter Avenue
Sutter Avenue è una fermata della metropolitana di New York, situata sulla linea BMT Canarsie. Nel 2014 è stata utilizzata da 1 499 122 passeggeri.
È servita dalla linea L 14th Street-Canarsie Local, sempre attiva. La stazione è stata ristrutturata nel 2006, comprendendo nuove tettoie rosse con cornici verdi, presenti per l'intera lunghezza del binari. Dentro la stazione è stata installata un'opera chiamata "The Habitat for the Yellow Bird", dipinta dall'artista Takayo Noda.